# Додж-Сіті (Алабама)
Додж-Сіті (англ. Dodge City) — місто (англ. town) в США, в окрузі Каллмен штату Алабама. Населення — 548 осіб (2020).

## Географія
Додж-Сіті розташований за координатами 34°2′44″ пн. ш. 86°52′58″ зх. д. / 34.04556° пн. ш. 86.88278° зх. д. (34.045447, -86.882639). За даними Бюро перепису населення США в 2010 році місто мало площу 8,94 км², з яких 8,91 км² — суходіл та 0,03 км² — водойми.

## Демографія
Згідно з переписом 2010 року, у місті мешкали 593 особи в 237 домогосподарствах у складі 169 родин. Густота населення становила 66 осіб/км². Було 268 помешкань (30/км²).
Расовий склад населення:
| - 96,0 % — білих - 0,8 % — корінних американців - 0,7 % — чорних або афроамериканців - 1,7 % — осіб інших рас |

До двох чи більше рас належало 0,8 %. Частка іспаномовних становила 2,5 % від усіх жителів.
За віковим діапазоном населення розподілялося таким чином: 20,9 % — особи молодші 18 років, 62,7 % — особи у віці 18—64 років, 16,4 % — особи у віці 65 років та старші. Медіана віку мешканця становила 43,1 року. На 100 осіб жіночої статі у місті припадало 95,1 чоловіків; на 100 жінок у віці від 18 років та старших — 93,0 чоловіків також старших 18 років.
Середній дохід на одне домашнє господарство становив 49 131 долар США (медіана — 41 346), а середній дохід на одну сім'ю — 56 192 долари (медіана — 50 096). Медіана доходів становила 45 833 долари для чоловіків та 28 438 доларів для жінок. За межею бідності перебувало 16,7 % осіб, у тому числі 13,1 % дітей у віці до 18 років та 13,9 % осіб у віці 65 років та старших.
Цивільне працевлаштоване населення становило 283 особи. Основні галузі зайнятості: роздрібна торгівля — 20,1 %, освіта, охорона здоров'я та соціальна допомога — 19,4 %, будівництво — 15,5 %, виробництво — 12,4 %.